# Alex Kapadia
Pour les articles homonymes, voir Kapadia.
Alex Kapadia (né le 4 juin 1980) à Aylesbury en Angleterre est un pilote de course automobile anglais, qui participe à des épreuves d'endurance au volant de voitures de Grand tourisme ou Sport-prototype dans des championnats tels que l'European Le Mans Series, l'Asian Le Mans Series, la Michelin Le Mans Cup, ainsi que aux 24 Heures du Mans,.

## Carrière

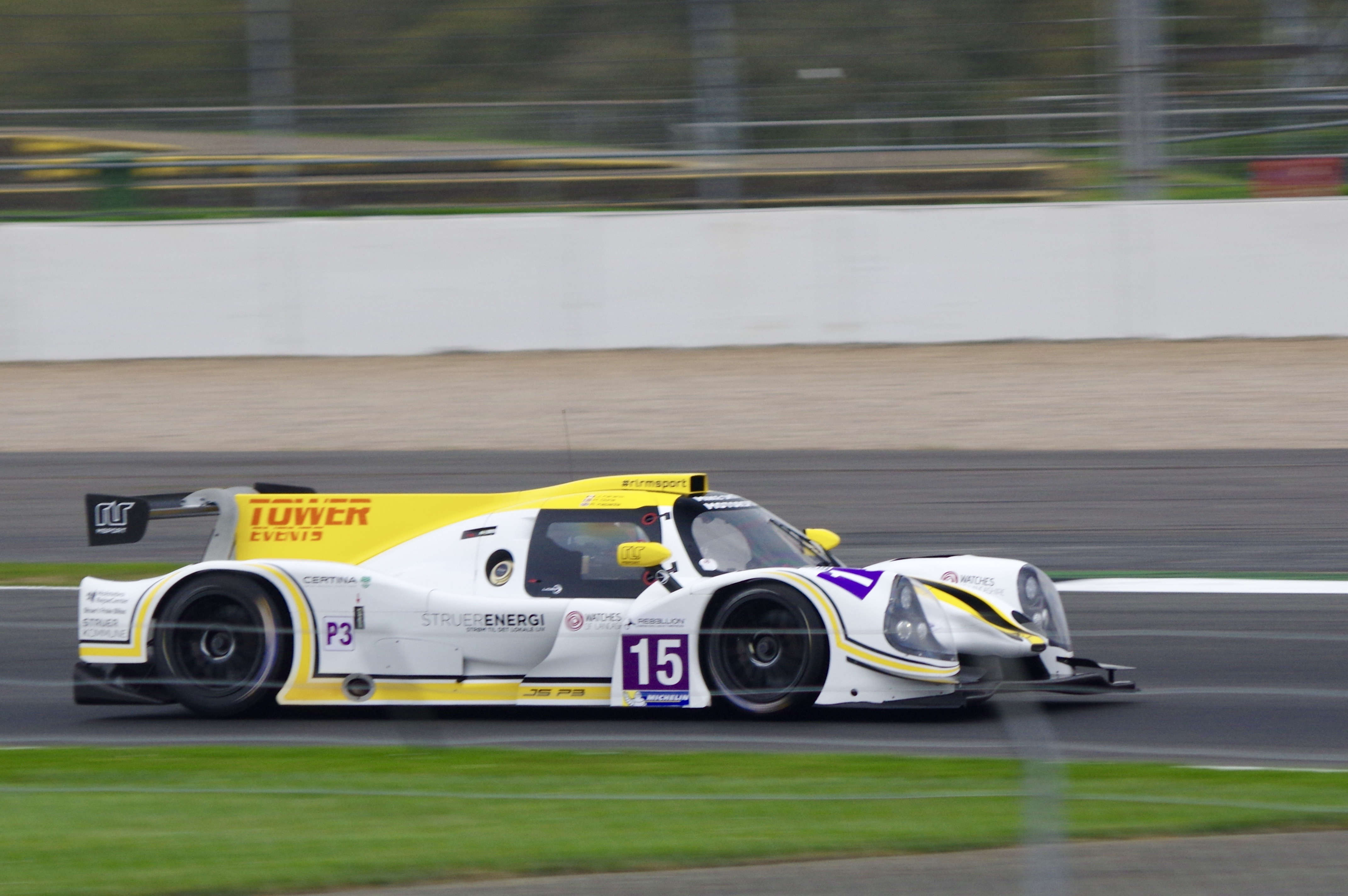
La Ligier JS P3 de l'écurie RLR Msport lors des 4 Heures de Silverstone 2017

En 2017, Alex Kapadia a un double programme. Avec l'écurie britannique RLR Msport, il participe au championnat Michelin Le Mans Cup et au championnat European Le Mans Series. Pour sa première participation à l'intégralité du championnat European Le Mans Series, il voit le drapeau à damier lors de chaque manche. Cela lui permet de finir le championnat en 13e position avec 25 points. En Michelin Le Mans Cup, il finit en 9e position avec 28 points. 

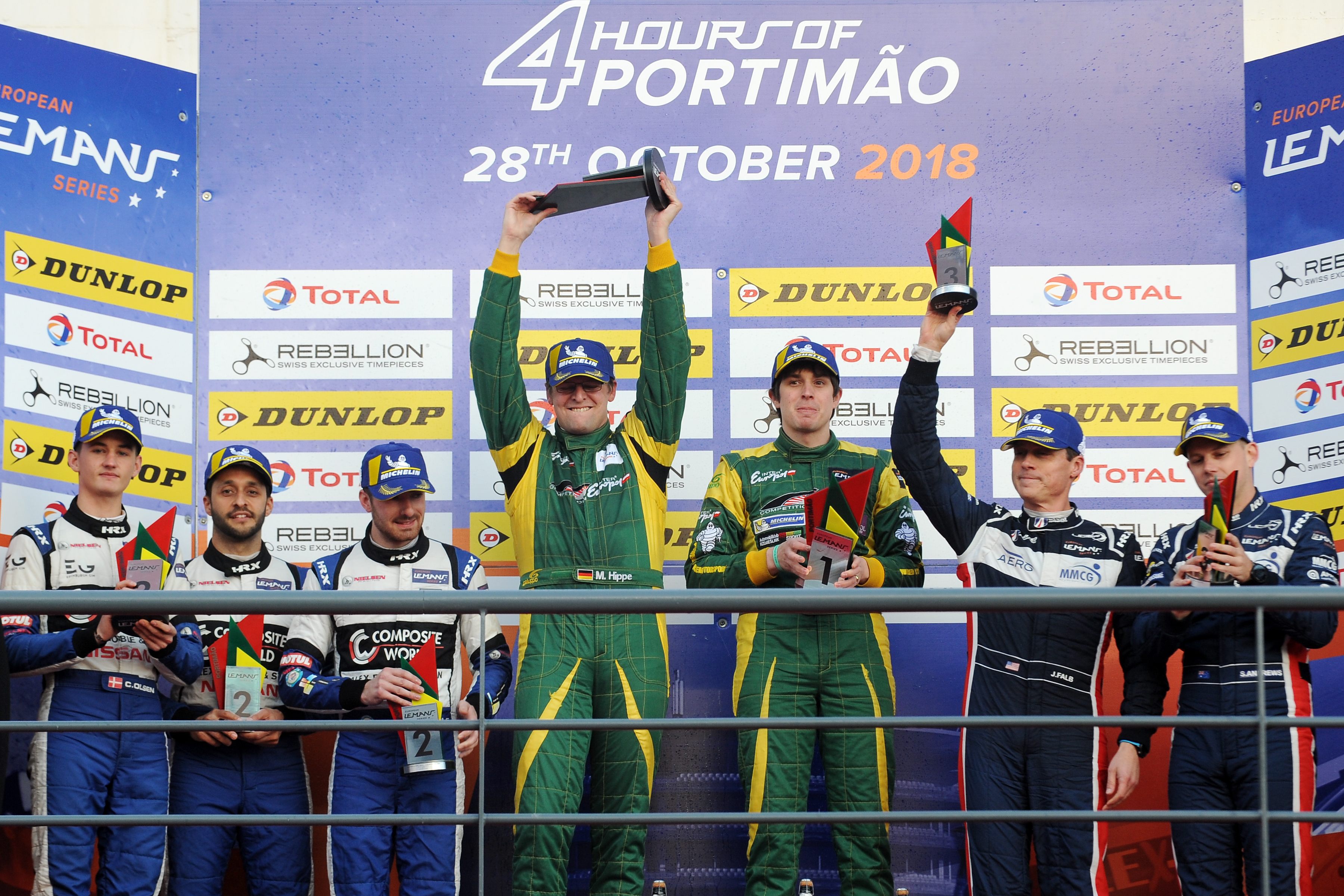
Podium de la catégorie LMP3 lors des 4 Heures de Portimão 2018

En 2018, comme lors de la saison précédente, Alex Kapadia a un double programme. Tout d'abord la Michelin Le Mans Cup pour laquelle il participe à des manches avec l'écurie britannique RLR Msport et l'écurie britannique Ecurie Ecosse / Nielsen, et ensuite le championnat European Le Mans Series pour lequel il s'engage avec l'écurie britannique Ecurie Ecosse / Nielsen. Lors de l'European Le Mans Series, il monte en quatre occasions sur la seconde marche du podium de la catégorie LMP3 lors des manches du Red Bull Ring, de Silverstone et de Portimão. Ces performances lui permettent de réussir une de ses meilleures saisons en finissant 4e du championnat pilote de la catégorie LMP3.
En 2019, Alex Kapadia a un programme extrêmement limité car il ne participe qu'à une seule course de la saison, la dernière manche de la Michelin Le Mans Cup au sein de l'écurie britannique RLR Msport. Il gagne cette manche de Portimão. 
En 2020, après avoir participé pour la première fois aux 24 Heures du Mans en 2015 dans la catégorie LMGTE, Alex Kapadia fait son retour en Sarthe avec l'écurie britannique Nielsen Racing en catégorie LMP2. Le Nielsen Racing avait effectivement remporté le championnat Asian Le Mans Series 2019-2020 et avait donc été invité automatiquement à participer. C'est donc au volant d'une Oreca 07 et avec comme coéquipiers le pilote britannique Tony Wells et le pilote canadien Garett Grist qu'il participe à l'épreuve. Comme lors de sa première participation, Alex Kapadia voit le drapeau à damier pour finir en 16e position de sa catégorie. Sa saison est également agrémentée d'une participation aux deux dernières manches de la Michelin Le Mans Cup au sein de l'écurie belge Mühlner Motorsport pour laquelle il obtient comme meilleure classement une 2e place lors de la manche de Portimão.
En 2021, Alex Kapadia effectue un retour dans l'écurie britannique RLR Msport afin de participer au championnat European Le Mans Series dans la catégorie LMP3 au volant d'une Ligier JS P320 et avec comme coéquipiers le pilote britannique Mike Benham et le pilote danois Malthe Jakobsen.

## Palmarès

### Résultats aux24 Heures du Mans
| Année | Écurie         | Copilotes                   | Voiture             | Classe   | Tours | Pos. | Class Pos. |
| ----- | -------------- | --------------------------- | ------------------- | -------- | ----- | ---- | ---------- |
| 2015  | Team AAI       | Jun-San Chen Xavier Maassen | Porsche 911 GT3 RSR | LMGTE Am | 316   | 37e  | 8e         |
| 2020  | Nielsen Racing | Tony Wells Garett Grist     | Oreca 07            | LMP2     | 338   | 28e  | 16e        |

### Résultats auxEuropean Le Mans Series
| Année | Écurie                     | Châssis            | Moteur                      | Classe | 1     | 2        | 3     | 4     | 5     | 6     | Position | Points |
| ----- | -------------------------- | ------------------ | --------------------------- | ------ | ----- | -------- | ----- | ----- | ----- | ----- | -------- | ------ |
| 2011  | Neil Garner Motorsport     | Oreca FLM09        | Chevrolet LS3 6,2 l V8 Atmo | FLM    | LEC   | SPA      | IMO   | SYL   | EST 3 |       | 13e      | 12     |
| 2012  | CURTIS Racing Technologies | Oreca FLM09        | Chevrolet LS3 6,2 l V8 Atmo | LMPC   | LEC 1 | DON      | ATL   |       |       |       | 4e       | 25     |
| 2013  | Boutsen Ginion Racing      | Oreca 03           | Nissan VK45DE 4,5 l V8 Atmo | LMP2   | SIL   | IMO      | RBR   | HUN 7 | LEC 8 |       | 13e      | 16     |
| 2014  | Murphy Prototypes          | Oreca 03           | Nissan VK45DE 4,5 l V8 Atmo | LMP2   | SIL 9 | IMO      | RBR   | LEC   | EST   |       | 25e      | 4      |
| 2016  | Murphy Prototypes          | Ginetta-Juno P3-15 | Nissan VK50VE 5,0 l V8 Atmo | LMP3   | SIL   | IMO 12   | RBR   | LEC   | SPA   | EST   | 34e      | 0.5    |
| 2017  | RLR Msport                 | Ligier JS P3       | Nissan VK50VE 5,0 l V8 Atmo | LMP3   | SIL 8 | MON 10   | RBR 8 | LEC 7 | SPA 9 | POR 6 | 13e      | 25     |
| 2018  | Ecurie Ecosse / Nielsen    | Ligier JS P3       | Nissan VK50VE 5,0 l V8 Atmo | LMP3   | LEC 9 | MON 10   | RBR 2 | SIL 2 | SPA 9 | POR 2 | 4e       | 58     |
| 2021  | RLR Msport                 | Ligier JS P320     | Nissan VK56 5,6 l V8 Atmo   | LMP3   | BAR 2 | RBR N.c. | LEC   | MON   | SPA   | POR   | 4e*      | 18*    |

N.B. * Saison en cours. Les courses en gras indiquent une pole position, les courses en italique indiquent que le meilleur tour de course a été réalisé.

### Résultats auxAsian Le Mans Series
| Année     | Écurie   | Châssis  | Moteur                      | Classe | 1   | 2     | 3   | 4   | 5 | 6 | Position | Points |
| --------- | -------- | -------- | --------------------------- | ------ | --- | ----- | --- | --- | - | - | -------- | ------ |
| 2015-2016 | Team AAI | ADESS-03 | Nissan VK50VE 5,0 l V8 Atmo | LMP3   | FUJ | SEP 2 | BUR | SEP |   |   | 4e       | 18     |